# Jezioro Wydmińskie
Jezioro Wydmińskie – jezioro w Polsce, położone województwie warmińsko-mazurskim, w powiecie giżyckim, w gminie Wydminy.

## Ukształtowanie
Jezioro jest mocno rozciągnięte z północnego zachodu na południowy wschód. Ma bardzo urozmaiconą linię brzegową z licznymi zatokami i półwyspami. Największa z wysp (47 ha) leżąca przy południowym krańcu akwenu jest wydłużona i wysoko wzniesiona ponad lustro wody. Łączy się ona mostem z zachodnim brzegiem. Między nią a wschodnim brzegiem znajdują się trzy niewielkie, płaskie i porośnięte drzewami wyspy. Na wschodnim brzegu jeziora pomiędzy półwyspem o kształcie trójkąta a zachodnim brzegiem leżą dwie niewielkie, zadrzewione wyspy. Zaś duży półwysep znajdujący się na wysokości wsi Sucholaski tworzy zatokę z niewielką, porośnięta lasem Wyspą Miłości. Ósma wysepka leży w północnej części, bliżej brzegu zachodniego.
Brzegi zbiornika są wysokie, czasami strome, płaskie miejscami jest tylko obrzeże części południowo-wschodniej. Zbiornik jest zasilany głównie przez dopływ ze wschodniej części zlewni. Przy brzegach zbiornika usytuowane są dwie wsie: Sucholaski i Wydminy. Obszar zlewni w dużej części zalesiony, wykorzystywany do produkcji rolnej.
Jezioro leży na terenie Krainy Wielkich Jezior Mazurskich, w dorzeczu rzeki Gawlik – dopływu Ełku.
Jest to zbiornik polodowcowy, rynnowo-wytopiskowy o powierzchni zlewni całkowitej 33,6 km²; objęty strefą ciszy.

## Dane morfometryczne
Powierzchnia zwierciadła wody według różnych źródeł wynosi od 332,5 ha do 336,6 ha.
Zwierciadło wody położone jest na wysokości 130,8 m n.p.m. lub 130,5 m n.p.m. Średnia głębokość jeziora wynosi 3,0 m, natomiast głębokość maksymalna 9,0 m lub 9,8 m.
W oparciu o badania przeprowadzone w 1997 roku wody jeziora zaliczono do III klasy czystości. Nie zarejestrowano punktowych źródeł zanieczyszczeń jeziora i dopływów.